# 温坊汤氏宗祠、祖厝
温坊汤氏宗祠、祖厝，位于中国福建省将乐县南口乡温坊村，北宋宣和元年（1119年）始建，现存建筑保留清后期风格。前有空坪，单进合院式，由门楼、门厅、正堂组成，占地面积270.64平方米。门楼牌坊式，四柱三间三楼，歇山顶，檐下饰如意斗拱。祖厝自清康熙末年建成后，从未大修。坐东南朝西北，为前后二堂加左右各一直护厝格局，占地面积992.18平方米；正堂的柱、檩、枋等处均有彩绘，保留有红军标语多处。2009年11月16日公布为第七批福建省文物保护单位。